# جيمس هيوسون
جيمس هيوسون (بالإنجليزية: James Hewson) هو منافس ألعاب قوى أمريكي، ولد في 15 مارس 1918، وتوفي في 17 أكتوبر 1978.

## وصلات خارجية
- جيمس هيوسون على موقع أوليمبيديا (الإنجليزية)